# Vereinigte Großlogen von Deutschland
Vereinigte Großlogen von Deutschland (afgekort: VGLvD; Nederlands: Verenigde Grootloges van Duitsland) is de overkoepelende organisatie van reguliere obediënties in Duitsland. De federatie werd in 1958 formeel opgericht en vertegenwoordigt Duitsland als gesprekspartner voor buitenlandse Grootloges, terwijl de aangesloten obediënties hun eigen rituelen en bestuursstructuren behouden.

## Oprichting en historische achtergrond
Voor de Tweede Wereldoorlog kende Duitsland een sterk verdeelde vrijmetselarij, met elf zelfstandige grootloges verspreid over verschillende regio’s en tradities. Onder de belangrijkste bevonden zich:
- Großloge von Hamburg (1737)
- Großloge von Preußen, genannt Royal York zur Freundschaft (Berlijn, 1760)
- Große Mutterloge des Eklektischen Freimaurerbundes (Frankfurt, 1741)

Andere obediënties waren onder meer gevestigd in Darmstadt, Dresden en Berlijn, elk met eigen rituele gebruiken en bestuursstructuren.
Na de machtsovername door de nationaalsocialisten in 1933 werd de vrijmetselarij verboden. Van de circa 73.000 leden voor 1933 waren er in 1945 nog slechts ongeveer 10.000 overgebleven. Logegebouwen waren vernietigd of onteigend, rituele voorwerpen en bibliotheken verloren gegaan. Deze ervaringen leidden tot het besef dat de vroegere verdeeldheid de beweging weerloos had gemaakt tegen onderdrukking.
Een eerste poging tot eenheid vond plaats in november 1945, toen vier Grootloges in Bensheim de "Bundesgroßloge zu den alten Pflichten" oprichtten, onder leiding van Fritz Lichtenberg. Deze werd in 1947 opgeheven na interne meningsverschillen en het intrekken van de geallieerde toestemming.
Op 19 juni 1949 kwamen vertegenwoordigers van elf tradities samen in de Sint-Paulskerk in Frankfurt en richtten daar een voorlopige "Vereinigte Großloge von Deutschland" op. Deze structuur vormde de basis voor verdere eenwording. In 1958 werd de federatie formeel opgericht onder de naam "Vereinigte Großlogen von Deutschland", op basis van de zogenoemde Magna Charta der deutschen Freimaurerei.

### Uitbreiding in 1970
In 1970 traden drie aanvullende obediënties toe tot de VGLvD:
- de Große National-Mutterloge „Zu den drei Weltkugeln“ (GNML 3WK),
- de Provinzialgroßloge der Britischen Freimaurer (later GLBFG),
- de American Canadian Grand Lodge (ACGL).

Deze uitbreiding legde de basis voor de huidige samenstelling van de VGLvD.

## Aangesloten Grootloges
De VGLvD is een federatie van vijf autonome reguliere Grootloges.
- Großloge der Alten Freien und Angenommenen Maurer von Deutschland (GL AFuAMvD) – ca. 288 loges
- Große Landesloge der Freimaurer von Deutschland (GLL FvD), ook bekend als Freimaurerorden – ca. 98 loges
- Grand Lodge of British Freemasonry in Germany (GL BFG) – ca. 20 loges
- Große National-Mutterloge „Zu den drei Weltkugeln“ (GNML 3WK) – ca. 47 loges
- American-Canadian Grand Lodge (ACGL) – ca. 38 loges

De VGLvD telt ongeveer 495 loges die samen circa 15.000 leden vertegenwoordigen. Elke lid-grootloge behoudt eigen rituelen, toelatingsbeleid en bestuursvormen, maar conformeert zich aan de beginselen van regulariteit: geloof in een Opperbouwmeester des Heelals, uitsluiting van vrouwen, en het beoefenen van ritueel werk in drie symbolische graden.

### Bijzondere loges
Enkele loges vallen direct onder de jurisdictie van de VGLvD:
- Jacob DeMolay zum flammenden Stern (met drie deputatieloges), die rituele vrijheid geniet;
- Zur Weißen Lilie, een oorspronkelijk padvindersloge met eigen rituelen;
- de onderzoeksloge Quatuor Coronati, die zich richt op historisch en cultuurwetenschappelijk onderzoek naar de vrijmetselarij.[6]

## Bestuur
De VGLvD heeft een unieke bestuursstructuur die bestaat uit:
- de Senat, met vertegenwoordigers van de vijf lid-grootloges, naar rato van ledental, met een vier-vijfde-meerderheid voor besluitvorming;
- de Konvent, bestaande uit voorzittend meesters van de aangesloten loges, met stemrecht bij verkiezingen en adviserende bevoegdheid.

De Grootmeester van de VGLvD heeft een hoofdzakelijk representatieve functie en wordt gekozen op voordracht van de Senat.

## Internationale erkenning en betrekkingen
De Vereinigte Großlogen von Deutschland wordt wereldwijd erkend als het enige representatieve lichaam van de reguliere vrijmetselarij in Duitsland. Op basis van de Basic Principles of Grand Lodge Recognition is zij erkend door onder meer de United Grand Lodge of England en onderhoudt zij diplomatieke betrekkingen met circa 175 andere reguliere Grootloges wereldwijd. Zij participeert actief in internationale maçonnieke bijeenkomsten en speelde een rol in de oprichting van nieuwe reguliere Grootloges in onder andere Bulgarije (1997), Litouwen (2002) en Monaco (2010).
In 1961 was de VGLvD medeoprichter van het internationale samenwerkingsverband C.L.I.P.S.A.S. (Centre de Liaison et d’Information des Puissances Maçonniques Signataires de l’Appel de Strasbourg), dat bedoeld was om de dialoog tussen verschillende obediënties te bevorderen. In 1970 zegde de VGLvD haar lidmaatschap op, vanwege inhoudelijke verschillen over het regulariteitsbeginsel.

## Publieke representatie en maatschappelijke zichtbaarheid
In eigen land treedt de VGLvD publiekelijk op als vertegenwoordiger van de reguliere vrijmetselarij, onder meer via evenementen en maatschappelijke initiatieven. In 2017 organiseerde zij een nationale viering van 300 jaar moderne vrijmetselarij in het Sprengel Museum te Hannover. De Duitse president Frank-Walter Steinmeier sprak in zijn groetwoord over de maatschappelijke betekenis van de vrijmetselarij en het belang van blijvende relevantie voor toekomstige generaties.
Een voorbeeld van maatschappelijke betrokkenheid is de cultuurprijs van de GL AFuAMvD, die in 2007 werd toegekend aan de theoloog Hans Küng vanwege zijn inzet voor interreligieuze dialoog en wereldethiek. Zijn concept van een universeel Weltethos werd door de vrijmetselarij geprezen als een moreel kompas dat nauw aansluit bij maçonnieke idealen zoals menswaardigheid, tolerantie en verantwoordelijkheid.

## Positie binnen het Duitse vrijmetselaarslandschap
Naast de VGLvD bestaan er in Duitsland ook andere obediënties die door haar niet als regulier worden erkend. Dit betreft onder meer gemengde organisaties zoals Le Droit Humain en de Grand Orient de France. De federale structuur van de VGLvD maakt het mogelijk om rituele en culturele diversiteit te behouden binnen een gedeeld maçonniek kader, zolang de beginselen van regulariteit worden gerespecteerd.